# Ariel Garcé
Ariel Hernán Garcé (Tandil, Argentina, 14 de julio de 1979) es un exfutbolista y actual automovilista argentino que se desempeñaba como defensor. Llegó al punto máximo de su carrera en 2010, cuando integró el plantel de la Selección Argentina que viajó a Sudáfrica para disputar la Copa Mundial.
Tras su retiro como futbolista, comenzó a incursionar en el automovilismo, debutando en 2019 en la categoría Fiat Competizione. De esta forma, Garcé pasó a integrar un selecto grupo de exfutbolistas que continuaron su carrera deportiva en el automovilismo, como Vicente Pernia, Mariano Dalla Libera o Bruno Marioni, entre otros.

## Trayectoria
Surgió de la cantera del club River Plate. Es un defensor capaz de desempeñarse tanto el puesto de lateral derecho, volante central y marcador central. Debutó en el año 1999 y alternó en primera hasta conseguir la titularidad en el año 2002. En este club se consagró campeón del Torneo Clausura 2002 dirigido por Ramón Díaz y del Torneo Clausura 2003, guiado técnicamente por Manuel Pellegrini.
A mediados de 2003 fue vendido al Morelia de México, donde solamente jugó una temporada. En 2004 retornó a Argentina para volver a jugar en River Plate por pedido del entonces director técnico Leonardo Astrada, con quien logró ganar el Torneo Clausura. Ese mismo año, firmó un contrato para jugar para el Club Atlético Colón de Santa Fe. Más tarde en 2005 fue transferido a Olimpo de Bahía Blanca, donde fue positivo de dopaje de marihuana.
En junio de 2006, nuevamente por medio de Leonardo Astrada, firmó para Rosario Central. En 2007 firmó nuevamente para Colón. Por motivos fuera del fútbol y conductas no aceptadas, retirar la Virgen del Estadio de Colón. La dirigencia de Colón tomó medidas y terminó con su contrato.
En 2012 firma con Argentinos Juniors pero en mayo de 2013 es desafectado del club por decisión de la dirigencia.
En agosto de 2013, luego de haber estado en agentes libres, firma con Atlético de Rafaela.
Su último trabajo fue el de ayudante de campo de Eduardo Coudet en Rosario Central.

## Automovilismo
En 2019 incursiona en el automovilismo deportivo participando en la categoría Abarth Punto Competizione, logrando un tercer puesto en San Nicolás.
El 13 de marzo de 2022 debuta en la Copa Bora 1.8T de la mano del equipo RUS Med Team.
El 9 de junio de 2024, Garcé conquistó su primera victoria en su carrera personal, al imponerse en la cuarta fecha de la categoría Fiat Competizione, corrida en el Autódromo Municipal Juan Manuel Fangio, de la ciudad de Rosario.

## Selección nacional
Fue convocado por el técnico Marcelo Bielsa en 2003 para jugar encuentros amistosos con la Selección Argentina junto con otros futbolistas que se desempeñaban en el medio local.
El 11 de mayo de 2010 su nombre apareció en la lista provisoria de jugadores convocados por el técnico Diego Armando Maradona para disputar la Copa del Mundo en Sudáfrica, y el 19 del mismo mes se supo que integraría el plantel argentino en el Mundial. El público futbolero argentino se vio sorprendido por su convocatoria, y varios lo tomaron en broma: durante la despedida de la selección en el Estadio Monumental se vieron banderas que decían "Garcé, traé alfajores" en clara alusión a la costumbre argentina de traer alfajores cuando se vuelve de las vacaciones. Durante el Mundial, fue, junto con los arqueros suplentes Diego Pozo y Mariano Andújar, uno de los pocos jugadores que no disputaron ningún encuentro.

### Participaciones en Copas del Mundo
| Mundial                        | Sede      | Resultado        |
| ------------------------------ | --------- | ---------------- |
| Copa Mundial de Fútbol de 2010 | Sudáfrica | Cuartos de final |

## Estadísticas

### Clubes
| Club                         | Temporada           | Liga | Liga  | Copa Nacional | Copa Nacional | Copa Internacional | Copa Internacional | Total | Total |
| Club                         | Temporada           | PJ   | Goles | PJ            | Goles         | PJ                 | Goles              | PJ    | Goles |
| ---------------------------- | ------------------- | ---- | ----- | ------------- | ------------- | ------------------ | ------------------ | ----- | ----- |
| River Plate Argentina        |                     |      |       |               |               |                    |                    |       |       |
| 1998/99                      | ?                   | ?    | -     | -             | -             | -                  | ?                  | ?     |       |
| 1999/00                      | ?                   | ?    | -     | -             | -             | -                  | ?                  | ?     |       |
| 2000/01                      | ?                   | ?    | -     | -             | -             | -                  | ?                  | ?     |       |
| 2001/02                      | ?                   | ?    | -     | -             | -             | -                  | ?                  | ?     |       |
| 2002/03                      | ?                   | ?    | -     | -             | -             | -                  | ?                  | ?     |       |
| 2003/04                      | ?                   | ?    | -     | -             | -             | -                  | ?                  | ?     |       |
| Total                        | 98                  | 0    | -     | -             | 32            | 1                  | 130                | 1     |       |
| Morelia · México             |                     |      |       |               |               |                    |                    |       |       |
| 2003/04                      | 11                  | 0    | -     | -             | -             | -                  | 11                 | 0     |       |
| Total                        | 11                  | 0    | -     | -             | -             | -                  | 11                 | 0     |       |
| Olimpo Argentina             |                     |      |       |               |               |                    |                    |       |       |
| 2005/06                      | 15                  | 0    | -     | -             | -             | -                  | 15                 | 0     |       |
| Total                        | 15                  | 0    | -     | -             | -             | -                  | 15                 | 0     |       |
| Rosario Central Argentina    |                     |      |       |               |               |                    |                    |       |       |
| 2006/07                      | 32                  | 1    | -     | -             | -             | -                  | 32                 | 1     |       |
| Total                        | 32                  | 1    | -     | -             | -             | -                  | 32                 | 1     |       |
| Colón Argentina              |                     |      |       |               |               |                    |                    |       |       |
| 2004/05                      | ?                   | ?    | -     | -             | -             | -                  | ?                  | ?     |       |
| 2007/08                      | ?                   | ?    | -     | -             | -             | -                  | ?                  | ?     |       |
| 2008/09                      | 18                  | 1    | -     | -             | -             | -                  | 18                 | 1     |       |
| 2009/10                      | 30                  | 1    | -     | -             | 2             | 0                  | 32                 | 1     |       |
| 2010/11                      | 31                  | 0    | -     | -             | -             | -                  | 31                 | 0     |       |
| 2011/12                      | 21                  | 1    | 1     | 0             | -             | -                  | 22                 | 1     |       |
| Total                        | 152                 | 5    | 1     | 0             | 2             | 0                  | 155                | 5     |       |
| Argentinos Juniors Argentina |                     |      |       |               |               |                    |                    |       |       |
| 2012/13                      | 31                  | 0    | -     | -             | -             | -                  | 31                 | 0     |       |
| Total                        | 31                  | 0    | -     | -             | -             | -                  | 31                 | 0     |       |
| Atl. de Rafaela Argentina    |                     |      |       |               |               |                    |                    |       |       |
| 2013/14                      | 31                  | 0    | -     | -             | -             | -                  | 31                 | 0     |       |
| Desempate                    | 1                   | 0    | -     | -             | -             | -                  | 1                  | 0     |       |
| Total                        | 32                  | 0    | -     | -             | -             | -                  | 32                 | 0     |       |
| Total en su carrera          | Total en su carrera | 371  | 6     | 1             | 0             | 34                 | 1                  | 406   | 7     |

### Selección
| Selección | Año   | Amistoso | Amistoso | Copa América | Copa América | Eliminatorias | Eliminatorias | Mundial | Mundial | Total | Total |
| Selección | Año   | PJ       | G        | PJ           | G            | PJ            | G             | PJ      | G       | PJ    | G     |
| --------- | ----- | -------- | -------- | ------------ | ------------ | ------------- | ------------- | ------- | ------- | ----- | ----- |
| Argentina | 2003  | 2        | 0        | -            | -            | -             | -             | -       | -       | 2     | 0     |
| Argentina | 2010  | 2        | 0        | -            | -            | -             | -             | 0       | 0       | 2     | 0     |
| Argentina | Total | 4        | 0        | -            | -            | -             | -             | 0       | 0       | 4     | 0     |

## Palmarés

### Como jugador

#### Torneos nacionales
| Título           | Club        | País      | Año    |
| ---------------- | ----------- | --------- | ------ |
| Primera División | River Plate | Argentina | C-2000 |
| Primera División | River Plate | Argentina | C-2002 |
| Primera División | River Plate | Argentina | C-2004 |